# Ewan Stewart
Andrew Ewan Stewart (ur. 8 sierpnia 1957 w Glasgow) – szkocki aktor.

## Życiorys
Urodził się w Glasgow jako syn  Sheili Prentice Stewart i Andy’ego Stewarta, muzyka folkowego. W latach 1966–1974 kształcił się w Edinburgh’s Merchiston Castle School. W 1975 wyjechał ze Szkocji do Londynu, gdzie rozpoczął studia dramatu oraz podjął pracę w teatrach.

## Życie prywatne
Stewart jest żonaty z angielską aktorką Clare Byam-Shaw.

## Filmografia
- 1979: Na Zachodzie bez zmian (All Quiet on the Western Front) jako Detering
- 1979: That Summer jako Stu
- 1980: Rain on the Roof jako Billy
- 1981: Ill Fares the Land
- 1982: Do odważnych świat należy (Who Dares Wins) jako Terrorysta
- 1982: Remembrance jako Sean
- 1983: Good and Bad at Games jako Colenso
- 1984: Flight to Berlin jako Jack
- 1984: Krzyk z oddali (Distant Scream, A) jako Robin
- 1985: Nie całkiem w raju (Not Quite Paradise) jako Angus
- 1985: White City jako Scotsman
- 1989: Dream Baby jako DHSS man
- 1989: Kucharz, złodziej, jego żona i jej kochanek (The Cook the Thief His Wife & Her Lover) jako Harris
- 1989: Resurrected jako Kapral Byker
- 1991: Kafka jako Obsługa zamku
- 1996: Stella Does Tricks jako McGuire
- 1997: Titanic jako Pierwszy oficer William McMaster Murdoch
- 1998: Kariera Jo Jo (Looking After Jo Jo) jako Charlie McCann
- 1999: Droga do Białego Domu (The Big Brass Ring) jako Kinzel
- 2001: Football jako Tata
- 2000: Little Bird jako Michael Hall
- 2000: Murder rooms jako Canning
- 2000: Ogłoszenie (The Closer You Get) jako Pat
- 2000: Rebus: Black and Blue jako Detektyw inspektor Morton
- 2000: Rebus: The Hanging Garden jako DI Jack Morton
- 2001: Ostateczne rozwiązanie jako Georg Leibbrandt
- 2002: The Last Great Wilderness jako Magnus
- 2003: Młody Adam (Young Adam) jako Daniel Gordon
- 2003: Real Men jako Alistair Jackson
- 2003: The Key jako Joe
- 2004: Gdy los się uśmiecha (One Last Chance) jako Ojciec Fritza
- 2005: Malice Aforethought jako Inspektor
- 2005: Skrywane namiętności (Alpha Male) jako Hilary Benz
- 2007: W odwecie (Straightheads)
- 2009: Valhalla: Mroczny wojownik jako Eirik
- 2011: Eliminate: Archie Cookson jako Sergei
- 2011: David Rose jako tata Jenni
- 2014: Whistle My Lad jako Duncan West
- 2015: Hector jako Peter
- 2016: Boska Florence jako pułkownik